# Castalius interruptus
Castalius interruptus är en fjärilsart som beskrevs av Moore 1883. Castalius interruptus ingår i släktet Castalius och familjen juvelvingar. Inga underarter finns listade i Catalogue of Life.